# 基蘭

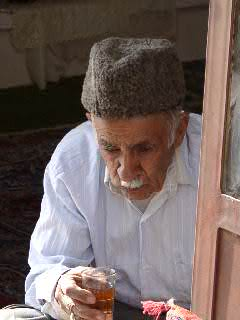

基蘭是伊朗的城市，位於該國北部，由德黑蘭省負責管轄，該地區自18,000年前左右有人類居住，2006年人口3,038，鎮上四分三居民擁有本科學歷。

## 外部連結
- Kilan at blogfa.com